# Alisa od Vergyja
| Portal:Europa | Portal:Europa |

Srednjovjekovna plemkinja Alisa od Vergyja (eng. Alice of Vergy; francuski Alix de Vergy) (1182. – 1252.) bila je vojvotkinja supruga Burgundije. Bila je rimokatolik.
Njezini su roditelji bili lord Hugo i njegova žena Gillette od Trainela.
1199. Alisa se udala za Oda III. Burgundskog. Rodila mu je najprije kćer Ivanu (1200. – 1223.), koja je postala žena grofa Rudolfa II. Luzinjanskog.
1204. Alisa je rodila kćer Alisu, koja je umrla 1266. Ta je Alisa bila žena Roberta I. Clermontskog.
Alisa je još rodila i Huga IV. Burgundskog i kćer Beatricu, koja se udala za Humberta III. od Thoirea.